# 大都會人壽保險大樓
大都會人壽保險集團大樓（英語：Metropolitan Life Insurance Company Tower）位於美國紐約市曼哈頓麥迪遜大道。

## 历史
建於1909年，是美國大都會人壽保險的總部。大樓樓高700英呎（213米），樓高50層，建成後為世界最高摩天大樓，直到1913年被伍爾沃斯大樓取代。大樓在1972年列入美國國家史蹟名錄，1978年列入美國國家歷史名勝。

## 圖像
|  |  |  |